# Kyosei
Le concept japonais de kyosei signifie "vivre et travailler ensemble en visant le bien commun permettant à la coopération et la prospérité mutuelle de coexister dans une concurrence saine et équitable". C'est une notion de responsabilité sociale de l'entreprise. Il est l'adjonction de deux idéogrammes : kyo : travailler ensemble et sei : la vie. Le kyosei est la prise en compte par l'entreprise de toutes ses parties prenantes. Au-delà de la pensée classique des affaires, il s'agit d'une approche globale vers l'aspiration au bonheur, la justice et la coopération.

## Histoire du concept
Le kyosei tire ses racines des sciences naturelles. La question de la concurrence et des relations entre les espèces offre un cadre conceptuel utile à l'observation des activités des entreprises. Ce n'est qu'à la fin du XXe siècle que le terme est appliqué au management.
C'est Canon qui, la première, appliqua le kyosei dans sa stratégie en 1987. La Tokyo Electric Power Company lui emboîta le pas au début des années 1990.